# Palm (bier)
Palm is een Belgisch amber bier van hoge gisting. Palm wordt gebrouwen door Brouwerij Palm te Steenhuffel. 

## Achtergrond
Brouwerij Palm heeft reeds een eeuwenoude geschiedenis, maar het merk Palm dateert van 1929. In begin jaren 1900 werden nationale wedstrijden uitgeschreven door de Unie van Belgische Brouwers om een Belgisch type bier te ontwikkelen als een reactie op het succes van buitenlandse importbieren. De Spéciale Belge Ale werd ontwikkeld, een relatief bitter amber biertje van hoge gisting. Arthur van Roy gaf het bier de naam Spéciale Palm als teken van overwinning op de pils van lage gisting. In de jaren 2000 veranderde de naam van Spéciale Palm naar Palm. In 2017 werd het receptuur vernieuwd samen met een rebranding van het merk.

## Lijst van varianten
Momenteel bestaan er tien varianten van Palm-bier:
- Palm (5,2% alc.) een amber Spéciale Belge met een densiteit van 12,4° Plato. Palm is een kruidig, licht bitter bier gemaakt van gerstemout, verse hop, een (geheim) mengsel van kruiden en heel zuiver artesisch water. Het bijbehorende glas is een bol voetglas.
- Dobbel Palm (5,7% alc.) een amber Spéciale Belge met een densiteit van 13,8° Plato. De Dobbel Palm onderscheidt zich van de Speciale Palm doordat er iets meer ambermout gebruikt wordt in het proces. Hierdoor bevat het bier ook iets meer alcohol. Brouwmeester Alfred Van Roy lanceerde dit bier in 1947 naar aanleiding van de 200ste verjaardag van de brouwerij. Het was echter zo succesvol dat hij het later jaarlijks tijdens de maanden november en december op de markt bleef brengen.
- Palm Royale (7,5% alc.) een amber bier met een lichtere kleur met een densiteit van 16,5° Plato. Het werd in 2003 op de markt gebracht ter gelegenheid van de 90ste verjaardag van Alfred Van Roy. De naam “Royale” verwijst uiteraard naar Alfred Van Roy.[3]
- Palm 0.0 (0% alc.) een amberkleurig alcoholvrij bier met een densiteit van 7,5° Plato. Dit bier is sinds 2018 de opvolger van de in 2008 geïntroduceerde Palm Green (0,25% alc.) wat in 2012 werd omgedoopt tot Palm N.A..
- Palm Hop Select (6% alc.) een amber bier. Het werd eind 2011 voor het eerst in beperkte productie gelanceerd: er werden slechts 7000 flessen van 37,5 cl gebotteld. De speciale hop voor dit bier wordt geteeld op een eigen, nieuw hopveld.
- Palm Sauvin (7,5% alc.) een amber bier. De hop gebruikt heet Nelson Sauvin. Dit bier was vanaf 15 mei 2011 enkel in Nederland verkrijgbaar in vaten van 20 liter voor in de horeca, maar wordt sinds de lente van 2012 ook in supermarkten verkocht.
- Palm Sessions IPA (3,5% alc.) een IPA bier geïntroduceerd in 2019.[4]
- Palm WeissAss (5,4% alc.) een New-England IPA-Style Witbier bier geïntroduceerd in 2023.
- Palm 8 Horsepower Blond (8,0% alc.) een Blond bier geïntroduceerd in 2023.
- PalmTree TropicAle (4,6% alc.) een bier geïntroduceerd in 2023.

Palm en Dobbel Palm zijn erkend als streekproduct door het Vlaams Centrum voor Agro- en Visserijmarketing (VLAM).

## Logo
Op het logo van Palm staat het Brabantse trekpaard. Het verscheen voor het eerst in 1980. Palm neemt initiatieven om het voortbestaan van de Brabantse trekpaarden ondersteunen. In Steenhuffel is trouwens stoeterij Diepensteyn gevestigd dat deel uitmaakt de brouwerij. Brouwerij Palm organiseerde achtereenvolgens de trekparade Damme-Oostduinkerke in 1994, de trekparade rally Brussel-Amsterdam in 1996 en de Palm Challenge Cup in 1998.
Bij de viering van 250 jaar Brouwerij Palm in 1997 draaide het paard van links naar rechts. Dit werd gedaan om de blik naar de toekomst te symboliseren.